# Pietro Paltronieri

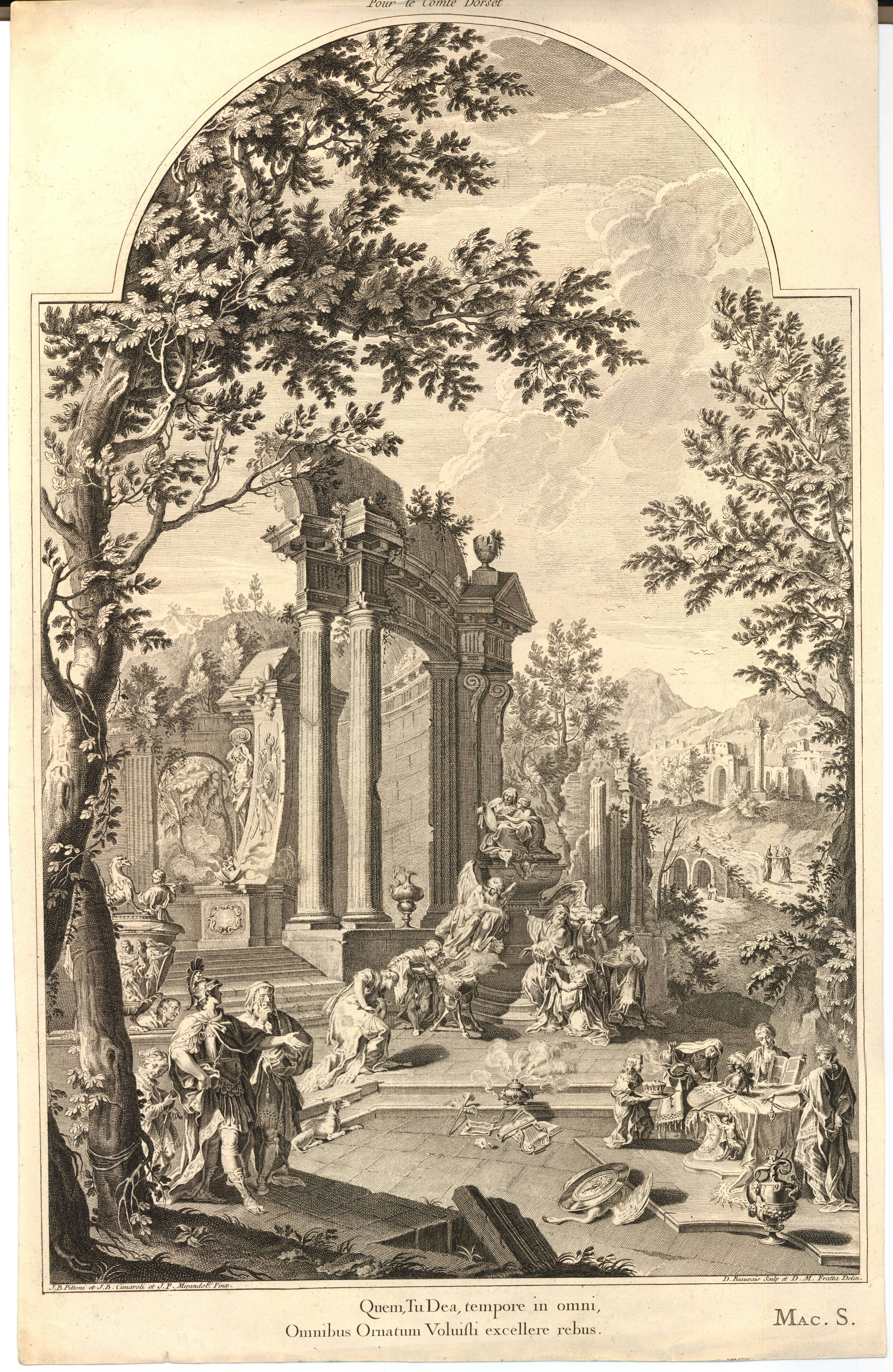
Tomba allegorica di Lord Dorset, British Museum.

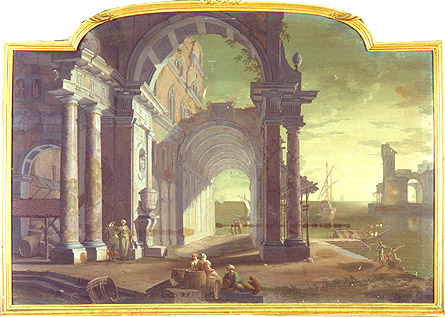
Vista con rovine e porto fluviale, Collezioni Comunali d'Arte.

Pietro Paltronieri (Mirandola, 27 luglio 1673 – Bologna, 8 luglio 1741) è stato un pittore italiano, conosciuto come il Mirandolese o Mirandolese dalle prospettive per il genere di pittura nel quale eccelleva (da non confondersi con il contemporaneo Giuseppe Perracini, anch'egli detto Il Mirandolese).

## Biografia
Figlio di Andrea Poltronieri, venne battezzato nel Duomo di Mirandola il 27 luglio 1673.
Paltronieri fu un allievo di Giovanni Francesco Cassana e di Marcantonio Chiarini presso la corte dei Pico della Mirandola. La prima importante commissione ottenuta dall'artista a Bologna fu un gruppo di dieci dipinti, datati 1712, per la casa Sage-Marulli. I dipinti rappresentano grandiosi edifici in cui si svolgono scene di natura mitologica, con protagonisti Danae, Europa e Zeus. Intorno al 1720, dopo un viaggio di formazione a Vienna e Roma, realizzò dei dipinti per palazzo Caprara, ispirandosi a ciò che aveva visto nella città laziale.
Paltronieri fece parte di un gruppo di artisti selezionati a partire dal 1722 da Owen McSwiny per realizzare i Tombeaux des Princes, una serie di dipinti allegorici in onore delle grandi personalità britanniche decedute. Egli realizzò il dipinto Tomba allegorica di Charles Sackville in onore di Lionel Cranfield Sackville, figlio di Charles.
Tra il 1724 ed il 1733 collabora con il figurista Vittorio Maria Bigari nella realizzazione di una serie di sette tele, commissionate da Pompeo Aldrovandi, conservate ora presso le Collezioni comunali d'arte di Bologna. Altro figurista con cui collaborò il Paltronieri fu Ercole Graziani. Egli lavorò in varie località italiane, come ad esempio Genova ove realizzò una serie di dipinti con rovine per la decorazione di Palazzo Rosso, e risiedette per qualche anno a Roma. Ritornato a Bologna, vi morì nel 1741.
Sposato con Anna Raimondi, ebbe molti figli.

## Opere
- Rovine classiche e chiesa gotica, olio su tela, Palazzo Rosso, Genova (due esemplari)
- Rovine, olio su tela, Palazzo Rosso, Genova
- Rovine con tempio, olio su tela, Palazzo Rosso, Genova
- Rovine sulle rive di un fiume, olio su tela, Palazzo Rosso, Genova
- Rovine con obelisco, olio su tela, Palazzo Rosso, Genova